# Kim Soo-hag
Kim Soo Hag, (hangul:김수학, hanja:金秀學) född 21 maj 1896 i Gochang-gun, avliden 1967, var en sydkoreansk politiker.